# 웨이어-펠란 구조

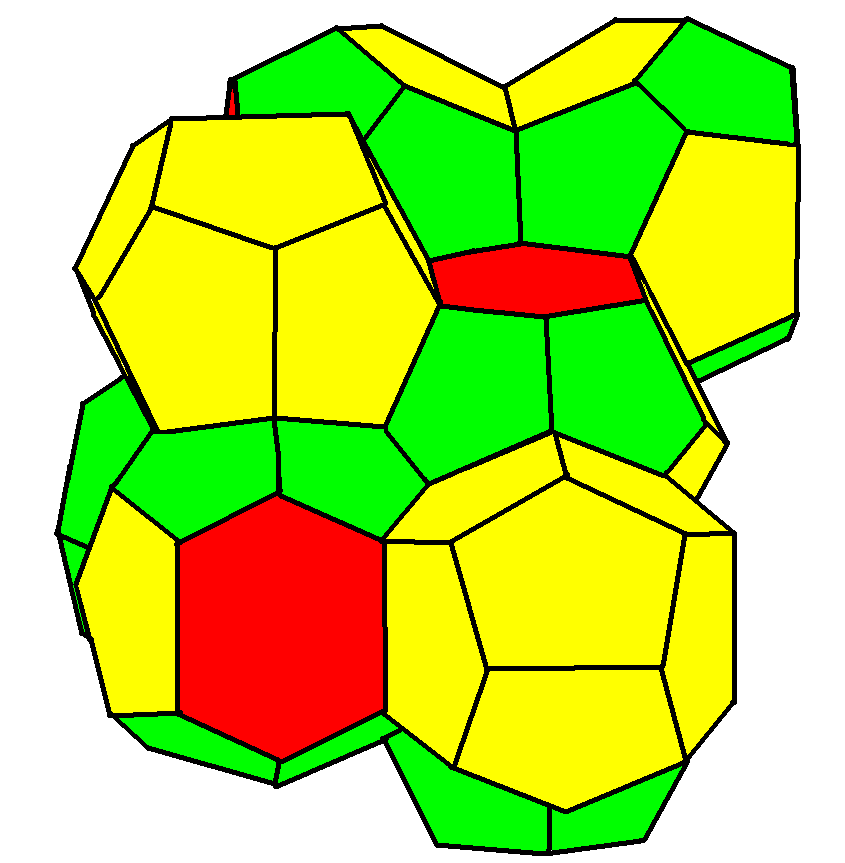
웨이어-펠란 구조

웨이어-펠란 구조(Weaire–Phelan structure)는 같은 부피의 거품을 최소의 면적으로 이룬다고 알려진 구조이다. 데니스 웨이어(Denis Weaire)가 발견했다. 켈빈 남작 1세 윌리엄 톰슨(켈빈 경)이 예측한 깎은 정팔면체보다 약간 효율적이다. 현재 이것이 최적인지는 증명되지 않았다. 

## 응용
베이징 국가수영센터를 디자인하는데 쓰였다.

## 같이 보기
- 벌집 (기하학)